# 水原総合運動場
水原総合運動場（すいげんそうごううんどうじょう、スウォンそうごううんどうじょう、수원종합운동장）は韓国の京畿道水原市にある運動場である。なお、水原ワールドカップ競技場（Kリーグクラシック・水原三星ブルーウィングスのホームスタジアム）とは別の場所である。

## 概要
1971年10月に落成。陸上競技場は大韓陸連の第1種公認競技場であり、主にサッカーの試合に使われる。2007年にはFIFA U-17ワールドカップの会場としても使用された。サッカー・Kリーグの水原FC、WKリーグの水原FMC（水原市施設管理公団）の本拠地としても利用される。
体育館は主にバレーボールの水原現代建設ヒルステート（女子）と水原韓国電力ビクストーム（男子）のホームアリーナとして使用されている。また水原KTウィズパーク（野球場）と人工芝のサッカー場もある。

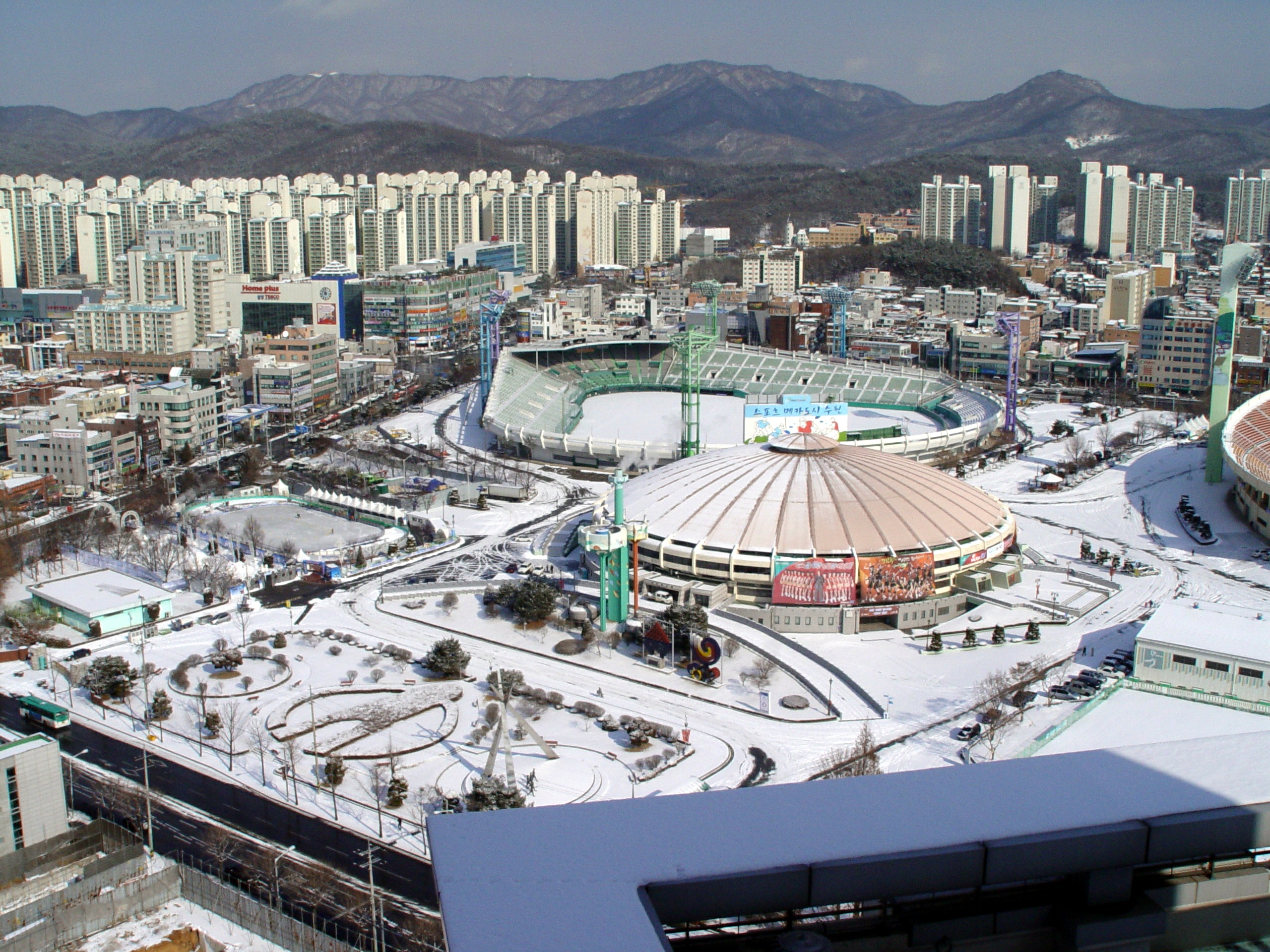
体育館・野球場
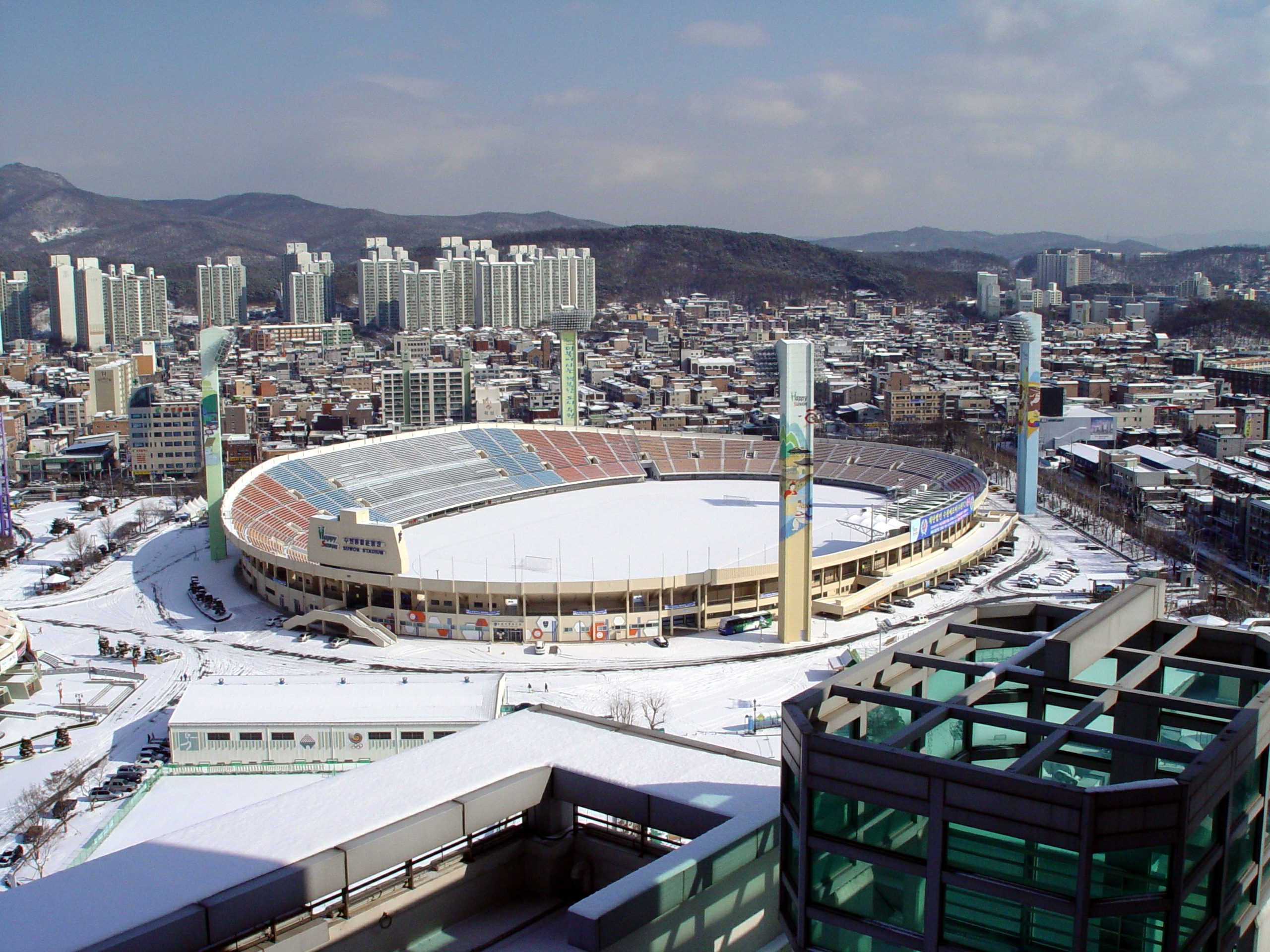
陸上競技場
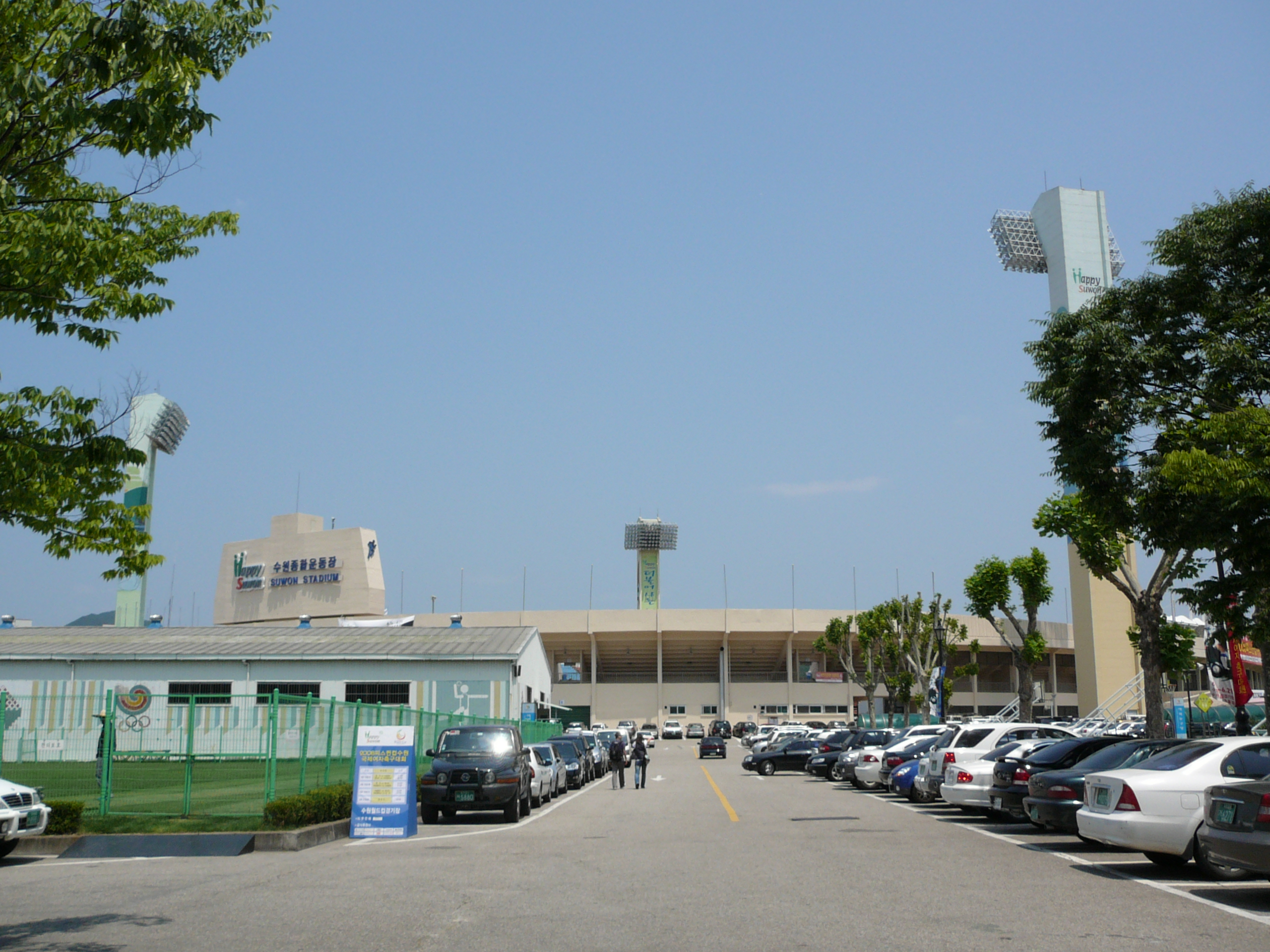
陸上競技場
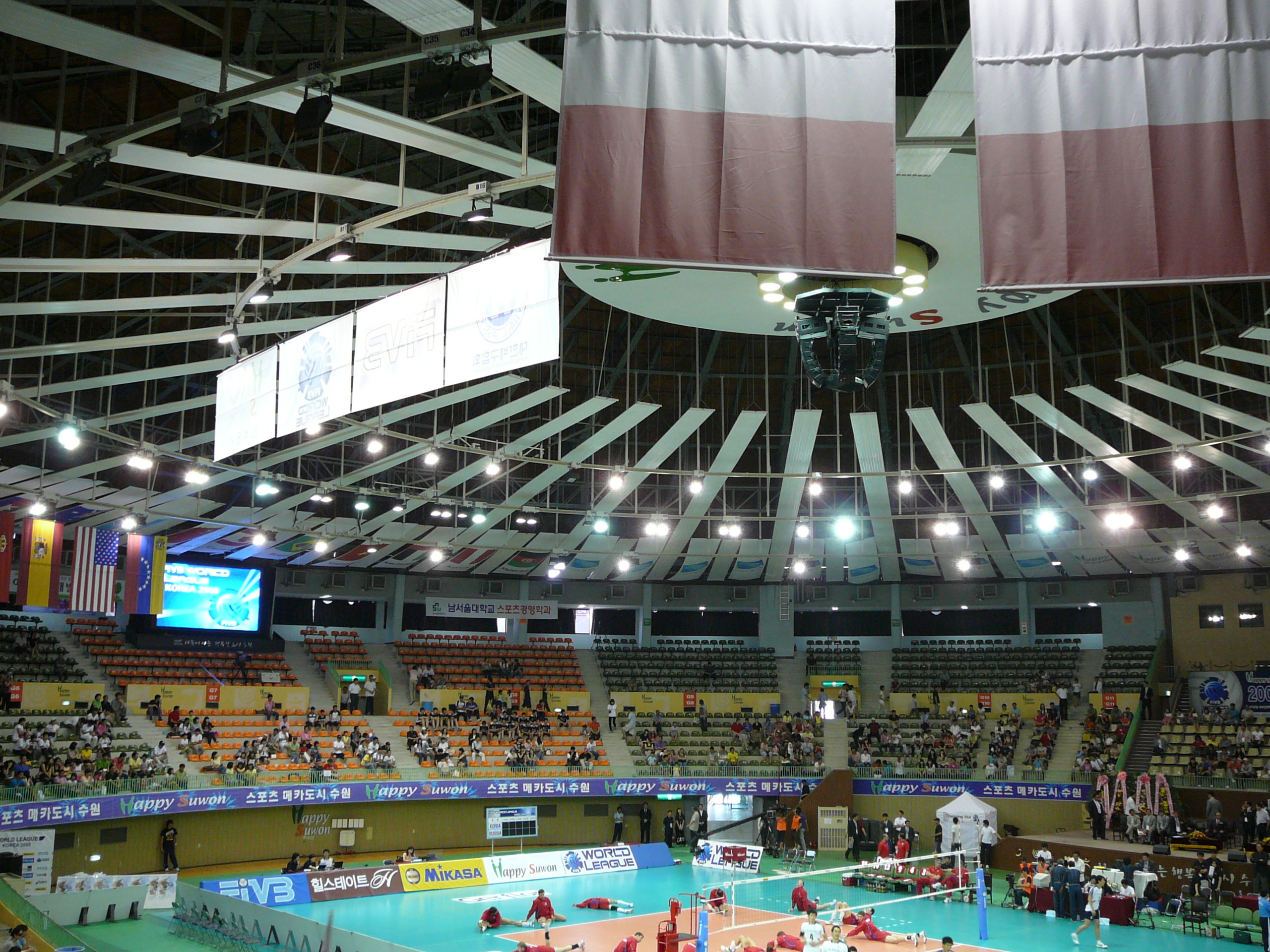
体育館 屋内
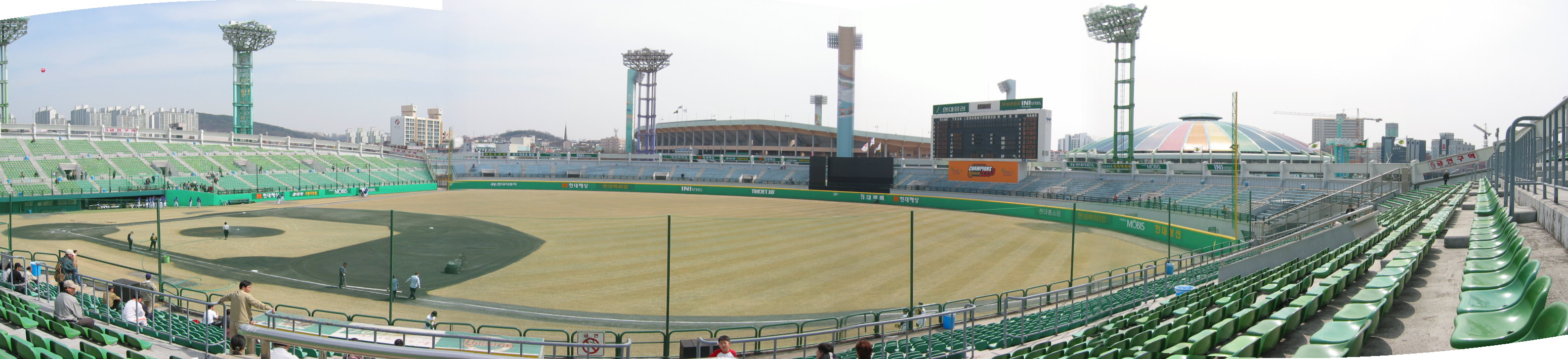
野球場 グラウンド